# Lotus 3-Eleven
El Lotus 3-Eleven es un automóvil deportivo producido por el fabricante de automóviles británico Lotus Cars. El coche está disponible tanto en versión de carreras como en versión normal legal para carretera.
Presentado en el Festival de la Velocidad de Goodwood en 2015, se lanzó en 2016 a un precio de £ 82 500 para la versión de carretera (más IVA) (£ 116 500 (IVA incluido) para la versión de carrera) y se limitó a una producción de 311 unidades.
En febrero de 2018, la versión de carretera recibió actualizaciones cosméticas y mecánicas como el resto de la línea Lotus para el ciclo final de producción con la potencia del motor aumentada a 430 hp (436 PS; 321 kW) y un rendimiento similar al de la versión de carrera. El coche mejorado se conoce como 3-Eleven.

## Especificaciones y rendimiento

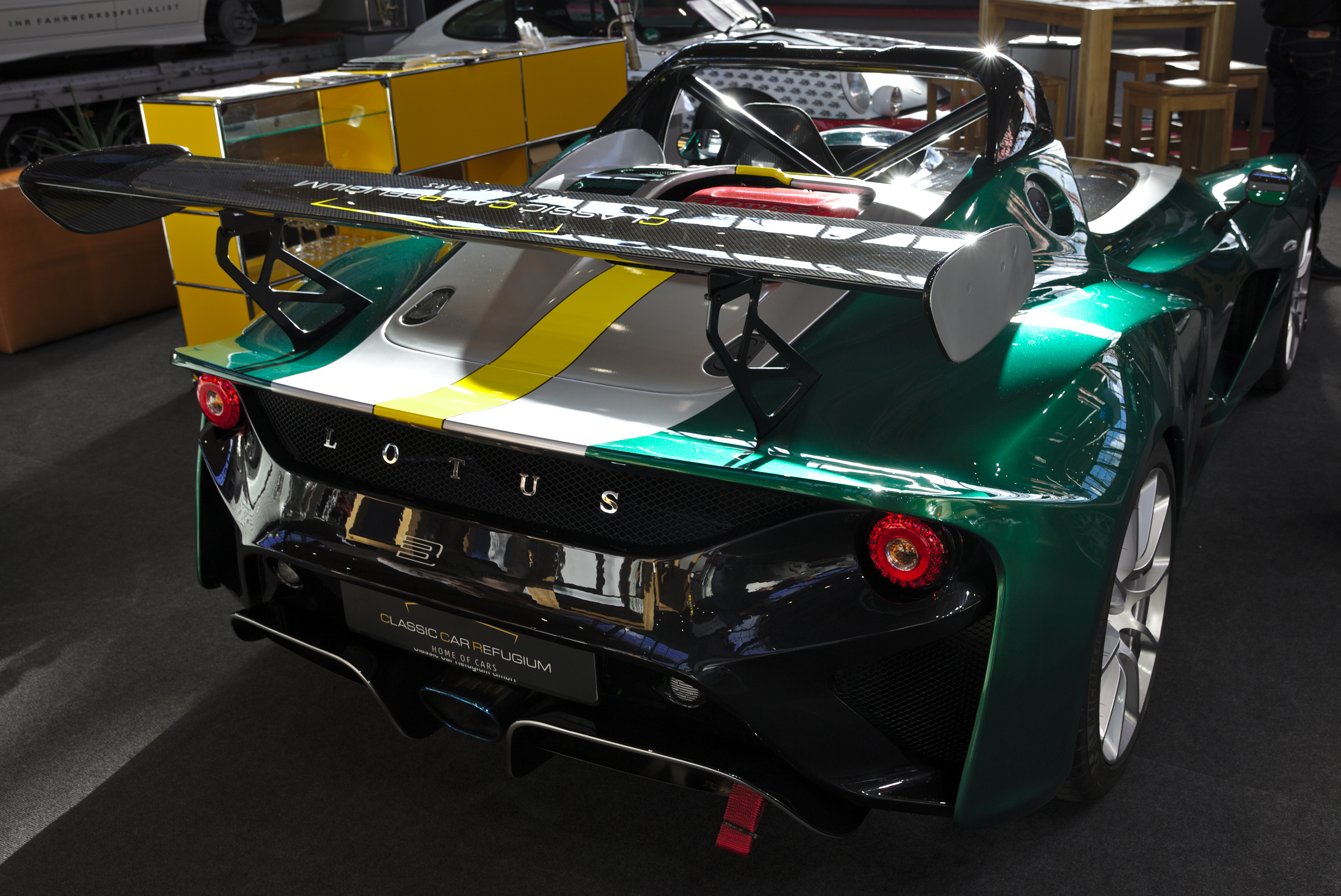
Lotus 3-Eleven en el Retro Classics de 2019

El 3-Eleven está disponible en dos configuraciones; una versión legal de carretera y una versión de carrera. El automóvil tiene una configuración de motor montado en el medio y viene con un motor Toyota 2GR-FE V6 de 3,5 L (3456 cc) acoplado con un sobrealimentador tipo Edelbrock Roots. El motor es similar al que se encuentra en el Lotus Evora, pero con potencia variable, produciendo 410 bhp (416 PS; 306 kW) a 7000 rpm y 410 N•m (302 lb•ft) de torque a 3000 rpm en la versión de carretera,  y con cambios de ingeniería y revisiones de software para producir 460 bhp (466 PS; 343 kW) a 7000 rpm y 525 N⋅m (387 lb⋅ft) a 3500 rpm en la versión de carrera.  Ambas versiones del automóvil tienen transmisiones diferentes; Una transmisión manual de 6 velocidades está disponible para la versión de carretera y una transmisión manual secuencial de 6 velocidades operada por paletas está disponible para la versión de carrera. Los tiempos de aceleración también varían: la versión de carretera tiene un tiempo de aceleración de 0 a 62 mph (0 a 100 km/h) de 3,3 segundos y la versión de carrera tiene un tiempo de aceleración de 2,9ensegundos, que se logra gracias a una reducción en seco. peso en 35 kg (77 lb). Ambas versiones alcanzan una velocidad máxima de 290 km/h (180 mph).
En febrero de 2018 se lanzó una versión más potente y centrada en la pista del automóvil de carretera, denominada edición 3-eleven 430, con un aumento en la potencia de salida a 430 hp (436 PS; 321 kW) y un rendimiento ahora similar al de la versión de carreras.